# 蕭昭秀
巴陵王蕭昭秀（483年—498年） 字懷尚，中國南北朝時期南齊武帝蕭賾之孫，文惠太子蕭長懋第三子。生母宮人陳氏。

## 生平
永明年間蕭昭秀被封為曲江公，食邑一千五百戶。永明十年（492年），封為寧朔將軍、濟陽太守。永明十一年（493年）其長兄鬱林王蕭昭業即位後，封蕭昭秀為臨海郡王，食邑二千戶。隆昌元年（494年）正月，為使持節、都督荊、雍、益、寧、梁、南北秦七州軍事、西中郎將、拜荊州刺史。延興元年（494年），海陵王蕭昭文繼位後，征為車騎將軍，負責守衛京師，以永嘉王蕭昭粲代其職務。
建武二年（495年），通直常侍庾曇隆啟奏：「周定雒邑，天子置畿內之民；漢都咸陽，三輔為社稷之衛。中晉南遷，事移威弛，近郡名邦，多有國食。宋武創業，依擬古典，神州部內，不復別封。而孝武末年，分樹寵子，苟申私愛，有乖訓准。隆昌之元，特開母弟之貴，竊謂非古。聖明御宇，禮舊為先，畿內限斷，宜遵昔制，賜茅授土，一出外州。」齊明帝蕭鸞下詔交付尚書詳細建議。當年冬天，便改封蕭昭秀為巴陵王。永泰元年（498年），齊明帝病重，遂殺害蕭昭秀及其弟蕭昭粲，蕭昭秀死時只有十六歲。

## 延伸阅读
[在维基数据编辑]
 《南齊書·卷50》，出自萧子显《南齊書》